# Vörösfenyő-aranybagoly
A vörösfenyő-aranybagoly (Syngrapha ain) a rovarok (Insecta) osztályának a lepkék (Lepidoptera) rendjéhez, ezen belül a bagolylepkefélék (Noctuidae) családjához tartozó faj.

## Elterjedése
Európában, elsősorban a hegyvidékeken, mint a Tátra  és az Alpok , akár 2200 méter tengerszint feletti magasságig , főkéntvörösfenyő erdőkben fordul elő.

## Megjelenése
- lepke: 34–40 mm szárnyfesztávolságú. Az első szárnyait különböző szürke és barna színű sávok és foltok díszítik, a hátsó szárnyai belső része sárga, barnás szegéllyel. A teste szőrös. A hasonló fajok: Syngrapha hochenwarthi, Syngrapha devergens, Syngrapha mikro-gamma, de ezek a fajok a kisebbek, 22–30 mm szárnyfesztávolságúak.
- pete: tompa kúp alakú, sárgás fehér színű.
- hernyó: zöld színű,  fehér és sárga csíkokkal díszített.
- báb: sötétbarna

## Életmódja
- nemzedék:  egy nemzedéke van évente, júliusban és augusztusban rajzik. Aktívak nappal is és éjszaka is.
- hernyók tápnövényei: A nőstények a vörösfenyő (Larix) tűleveleire rakják a petéket, a lárvák kikelnek és a tűlevelekkel táplálkoznak.

## Fordítás
- Ez a szócikk részben vagy egészben  a   Lärchen-Goldeule című német Wikipédia-szócikk fordításán alapul.  Az eredeti cikk szerkesztőit annak laptörténete sorolja fel. Ez a jelzés csupán a megfogalmazás eredetét és a szerzői jogokat jelzi, nem szolgál a cikkben szereplő információk forrásmegjelöléseként.